# 楽しく作る!!童話に出てくるお菓子の絵本
『楽しく作る!!童話に出てくるお菓子の絵本』（たのしくつくる どうわにでてくるおかしのえほん）は、1983年12月4日に日本テレビ系列の『日曜スペシャル』で放送された特別番組（料理バラエティ番組およびテレビアニメ）である。
制作は日本テレビと円谷プロダクション。

## 概要
世界の名作童話から3本を取り上げ、その童話に出てくるお菓子を皆で作る番組。
紹介する童話はアニメで表現されるが、そのアニメに入る時には、出演者が登場人物（主に主人公）に扮して登場し、その童話に関する事を述べている間に、いつの間にかアニメキャラ（出演者を模している。声もその出演者が担当）に変身して、そのままアニメに入るという、斬新な演出で構成された。さらにアニメパートでは、狂言回し的な少年キャラが、名作アニメやスタジオのシーンをアニメ内のテレビで見ているという演出も行われた。

## 放送時間
日曜 14:00 - 14:55 (JST)
- 本来の『日曜スペシャル』の枠は14:00 - 15:25だが、この日は15:00 - 17:00に『'83ゴルフ日本シリーズ』が編成されたため、30分短縮となった。

## 出演者

### 司会
- 山田康雄（アニメパートのナレーションも兼任）

### ゲスト
- 花井その子 - 当時円谷プロ専属だったアイドル歌手。
- 岩崎良美

### 声の出演
- 三ツ矢雄二
- ほか

## 取り上げられた童話
括弧内は担当者。
- 白雪姫（花井）
- マッチ売りの少女（岩崎）
- 金のがちょう（花井&岩崎）

## 備考
岩崎のアニメ出演は、1981年の『日生ファミリースペシャル・姿三四郎』（フジテレビ）に次いで2作目。この後岩崎は『タッチ』（フジテレビ）の主題歌を担当するなど、間接的にアニメに携わっていたものの、この番組への出演については取り上げられたことは無い。